# The Best of Keane
Pour les articles homonymes, voir Best of.
Albums de Keane
Strangeland
(2012)
The Best of Keane est le premier album compilation du groupe de rock britannique Keane, sorti le 11 novembre 2013. Cet album compilation recueille les meilleurs morceaux du groupe depuis la sortie de leur premier album studio Hopes and Fears. La grande majorité des chansons sont sorties en single. Les deux dernières pistes: "Higher Than the Sun" et "Won't Be Broken" sont inédites.  Un disque bonus, seulement disponible dans l'édition deluxe, regroupe les faces B de certains singles ainsi qu'une chanson inédite.

## Liste des pistes
| 1.  | Everybody's Changing              | 3:35 |
| 2.  | Somewhere Only We Know            | 3:55 |
| 3.  | Bend and Break                    | 3:38 |
| 4.  | Bedshaped                         | 4:35 |
| 5.  | This Is The Last Time             | 3:27 |
| 6.  | Atlantic                          | 4:10 |
| 7.  | Is It Any Wonder?                 | 3:05 |
| 8.  | Nothing In My Way                 | 3:59 |
| 9.  | Hamburg Song                      | 4:37 |
| 10. | Crystal Ball                      | 3:53 |
| 11. | A Bad Dream                       | 5:02 |
| 12. | Try Again                         | 4:27 |
| 13. | Spiralling (radio edit)           | 3:24 |
| 14. | Perfect Symmetry                  | 5:11 |
| 15. | My Shadow                         | 4:49 |
| 16. | Silenced by the Night             | 3:16 |
| 17. | Disconnected                      | 3:56 |
| 18. | Sovereign Light Café (radio edit) | 3:28 |
| 19. | Higher Than the Sun               | 3:21 |
| 20. | Won't Be Broken                   | 3:42 |

| 1.  | Snowed Under                      | 3:49 |
| 2.  | Walnut Tree                       | 3:37 |
| 3.  | Fly to Me                         | 5:32 |
| 4.  | To the End of the Earth           | 3:02 |
| 5.  | The Way You Want It               | 3:16 |
| 6.  | Something in Me Was Dying         | 4:46 |
| 7.  | Allemande                         | 4:23 |
| 8.  | Let It Slide                      | 4:09 |
| 9.  | He Used to Be a Lovely Boy        | 3:36 |
| 10. | Thin Air                          | 3:56 |
| 11. | The Iron Sea (Magic Shop Version) | 4:29 |
| 12. | Maybe I Can Change                | 3:55 |
| 13. | Time to Go                        | 3:49 |
| 14. | Staring at the Ceiling            | 3:50 |
| 15. | Myth                              | 4:54 |
| 16. | Difficult Child                   | 3:44 |
| 17. | Sea Fog (live à Mexico)           | 3:41 |
| 18. | Russian Farmer's Song             | 6:34 |